# IC 3955
IC 3955 ist eine linsenförmige Galaxie vom Hubble-Typ SB0 im Sternbild Coma Berenices am Nordsternhimmel. Sie ist schätzungsweise 344 Millionen Lichtjahre von der Milchstraße entfernt, hat einen Durchmesser von etwa 40.000 Lj und ist Mitglied des Coma-Galaxienhaufens.
Im selben Himmelsareal befinden sich u. a. die Galaxien NGC 4864, NGC 4865, NGC 4867, IC 3968.
Das Objekt wurde am 22. April 1895 von Hermann Kobold entdeckt.